# Dendrobium rotundatum
Dendrobium rotundatum är en orkidéart som först beskrevs av John Lindley, och fick sitt nu gällande namn av Joseph Dalton Hooker. Dendrobium rotundatum ingår i släktet Dendrobium, och familjen orkidéer. Inga underarter finns listade i Catalogue of Life.